# Schatz von Notre-Dame-d’Allençon
Der Schatz von Notre-Dame-d’Allençon ist ein Depotfund römischer Zeit. Das Ensemble wurde 1836 etwa 600 m südöstlich von Notre-Dame-d’Allençon  (Maine-et-Loire) bei Feldarbeiten entdeckt. Ein Teil des Fundes, insgesamt über 30 Einzelobjekte, gelangte in den Louvre in Paris. Angeblich wurden dabei auch Bronzemünzen aus der Zeit von Tiberius bis Konstantin I. gefunden, allerdings sind die bekannten Silberobjekte älter, sie datieren bis ins 3. Jahrhundert.

## Fundstücke

### Silberbüsten
Besonders prominent sind zwei Büsten aus Silberblech. Ein Exemplar ist 30,5 cm hoch, auf dem Scheitel trägt es ein stilisiertes ovales Schmuckstück, am Hals möglicherweise ein stilisiertes Kollier. Der Bereich der Augen ist ausgeschnitten. In der Seitenansicht sind Befestigungslöcher am Rand erkennbar, das Objekt konnte also auf einem Träger befestigt werden. Die Bedeutung ist nicht geklärt, möglicherweise diente das Stück als Gesicht der Statue einer Gottheit. Das zweite Stück ist kleiner (H. 24,9 cm) und leichter, bei den Augen sind nur die Pupillen ausgeschnitten. Auch hier ist die Bedeutung nicht gesichert.

### Medaillons
Zwei Medaillons aus Silber waren ursprünglich Mittelmedaillons von Schalen, wie sie etwa im Schatz von Berthouville erhalten sind. Auf einem der Stücke ist der unbekleidete Gott Apoll dargestellt. Das andere trägt die Darstellung eines jungen Mannes in Toga, der eine Bulla um den Hals trägt. In seiner rechten Hand trägt er eine Victoria, in der Linken ein Füllhorn. Verschiedene Indizien weisen darauf hin, dass es sich um den jugendlichen (späteren) Kaiser Caracalla handelt.

### Tafelgeschirr
Die meisten Silberobjekte gehören zum Tischgeschirr. Zum Essgeschirr gehören verschiedene flache Schalen, darunter auch eine mit „geperlter“ Wand und zwei Exemplare mit gestufter Wand. Eine ovale Platte und ein Teller können zum Servieren verwendet worden sein. Insgesamt sind auch sechs Löffel (cochlearia und ligulae) vorhanden.
Zum Ensemble gehören ferner drei Kasserollen, davon eine mit gewölbter und zwei mit konischer Wand. Eine der beiden Letzten trägt eine eingepunzte Inschrift: EX AVCT(oritate) D(eae) MINE(rvae) DON(nia) GAVDILLA ET PR(imia) PRIMIL(la) L(ibentes) MER(ito), also etwa „Auf Geheiß der Göttin Minerva haben es Donnia Gaudilla und Primia Primilla gern und nach Gebühr gegeben.“
Vom Trinkgeschirr sind außer einer kalottenförmigen Dellenschale vor allem Fragmente vertreten, so etwa Handhaben von Bechern und einer Kanne.

### Gegenstände der Toilette
Vom Toilettgerät sind zwei Teile von Spiegeln vorhanden.

### Sonstiges
Unter den Funden befindet sich ein Fragment eines gefiederten Votivblechs. Drei kleine Büsten aus Silber und wahrscheinlich auch eine aus Bronze sind Möbelbeschläge. Auch ein großer Schlüssel (L. 13,5 cm) mit Bronzegriff in Form eines Raubtiers (Panther) gehört dazu.